# Fundición de Piritas (Minas de Riotinto)

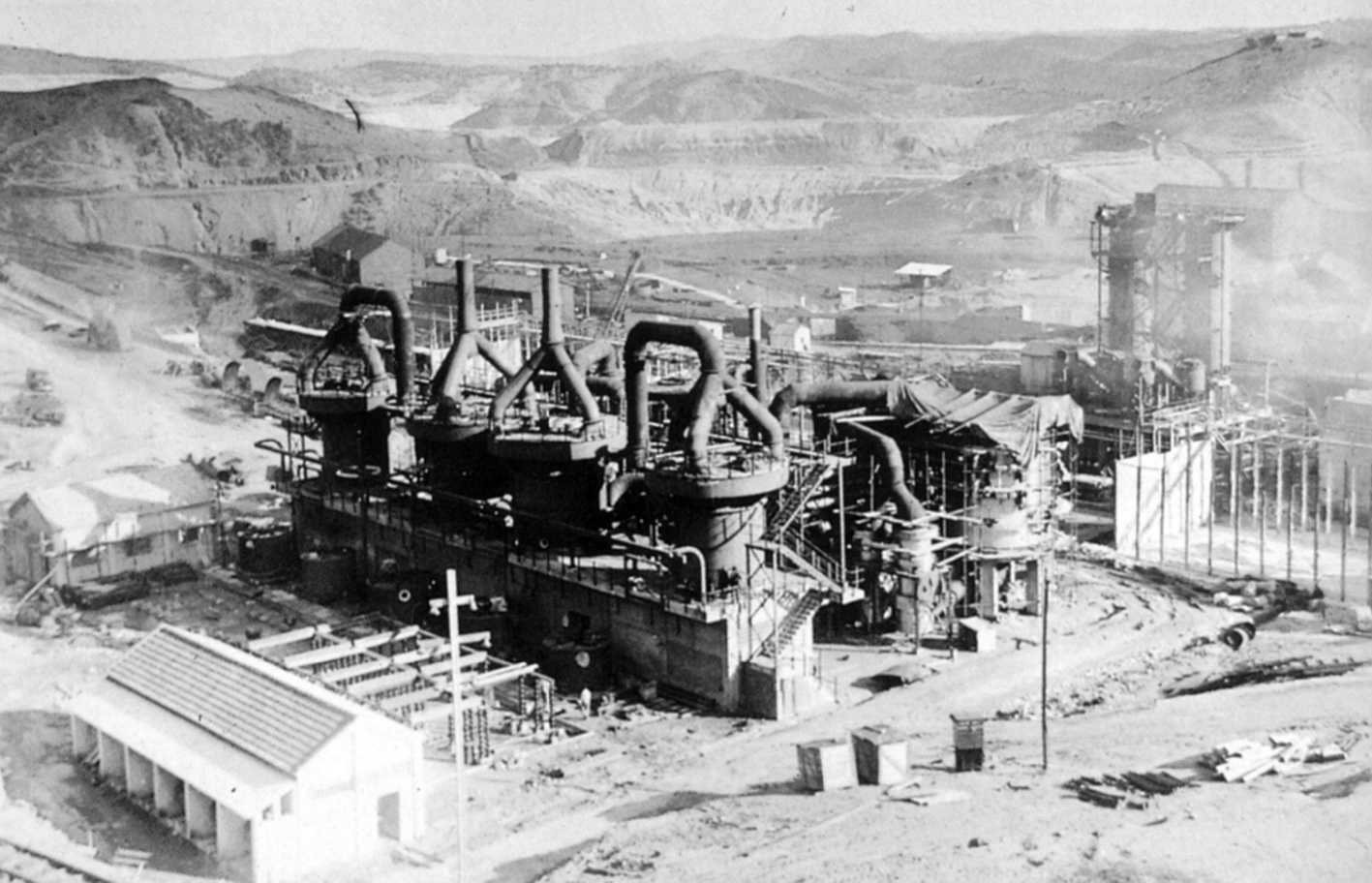
Vista de la Fundición de Piritas en plena actividad, fecha indeterminada.

La Fundición de Piritas fue un complejo industrial metalúrgico que estuvo operativo en el municipio español de Minas de Riotinto, en la provincia de Huelva, dentro de la denominada cuenca minera de Riotinto-Nerva. Estuvo en servicio entre 1907 y 1970, quedando en la actualidad diversos restos del complejo original.

## Historia
En 1903 se inició la construcción de una nueva fundición de cobre en las Minas de Riotinto, denominada coloquialmente como «Fundición de Piritas». Las nuevas instalaciones iniciaron su actividad en junio de 1907 y terminarían sustituyendo a la Fundición Bessemer. Para el procesamiento del mineral también se construyó el Concentrador de Naya (1903), una instalación en la que se trataba el cobre mediante un proceso de flotación. Una vez obtenido el concentrado de cobre, este pasaba a la Fundición de Piritas, donde era sometido a distintos procesos pirometalúrgicos (Walter-Jacket/Orkla y Momoda) para obtener el producto final; en algunas épocas el metal producido llegó a alcanzar una ley en los últimos años del 96 % de cobre. En 1954, al igual que el resto de instalaciones de la cuenca minera, el complejo industrial pasó a manos de la recién creada Compañía Española de Minas de Río Tinto (CEMRT). La Fundición de Piritas estuvo en servicio hasta el 10 de abril de 1970.
Las instalaciones de la fundición estaban conectadas con la vía general del ferrocarril minero de Riotinto a través de varias vías de enlace.